# Hôn nhân màu tím
Hôn nhân màu tím hay hôn nhân hoa oải hương (tiếng Anh: lavender marriage) là hôn nhân giữa hai người khác giới tính nhưng có thiên hướng tình dục khác nhau để che đậy thiên hướng đồng tính luyến ái hoặc song tính luyến ái của một hoặc cả hai người. Trong tiếng lóng của giới đồng tính, người vợ trong kiểu hôn nhân này, nếu là dị tính luyến ái, được gọi là beard và người chồng, nếu là dị tính, được gọi là merkin.
Mặc dù đã từng có một số cuộc hôn nhân lavender nổi bật trong lịch sử, cụm từ "lavender marriage" trong tiếng Anh được bắt đầu sử dụng từ thập niên 1920 khi trong hợp đồng của các diễn viên Hollywood có những điều khoản bảo vệ thanh danh buộc họ phải kết hôn vì quyền lợi để bảo vệ sự nổi tiếng và nghề nghiệp của họ. Sự nghiệp của nam diễn viên MGM William Haines tiêu tan khi người này từ chối chấm dứt mối quan hệ với người tình nam Jimmy Shields và kết hôn theo quy định của MGM.
Cụm từ không còn được dùng nhiều nữa nhưng vẫn có tin đồn cho rằng một số cặp đôi nổi tiếng kết hôn để che đậy thiên hướng tình dục của một hay cả hai người.
Trong số những cặp đôi và cá nhân kết hôn lavender là:
- Nam diễn viên Rock Hudson từng lo lắng rằng tạp chí Confidential sắp công khai anh ta là đồng tính. Người này kết hôn với Phyllis Gates, một phụ nữ trẻ làm việc trong phim trường.[2]
- Nhà ngoại giao người Anh Harold Nicolson và vợ Vita Sackville-West, những người từng là song tính luyến ái nhưng sau có hai con trai, họ đã trở lại thiên hướng đồng tính luyến ái và có những mối tình đồng tính.[3]

Bộ phim Hỷ yến năm 1993 của đạo diễn Lý An xoay quanh cuộc hôn nhân lavender giữa hai người Mỹ gốc Hoa.